# Eugenio Rivas
Eugenio Rivas Vega es un futbolista mexicano que jugó de centro delantero, producto de las fuerzas básicas de los Toros del Atlético Español. Debutó en 1974. En Primera División jugó 145 partidos, acumulando 9,073 minutos jugados y 52 goles anotados. Un jugador muy rápido y de fácil definición ante el arco, pero muy delgado y propenso a lesionarse con frecuencia. Era apodado El Quijote.

## Clubes
- Atlético Español (1974 - 1979)
- Club Deportivo Coyotes Neza (1983 - 1985)
- Toluca (1985 - 1986)